# آلة كهربائية مزدوجة التغذية

رسم توضيحي لاستخدام المولد الحثي ثنائي التغذية في العنفة الريحية

المولد الحثي ثنائي التغذية هو مولد كهربائي يتميز بوجود ملف مغذَى بتيار متناوب على كل من عضويه الثابت والدوار بحيث يكون ملف العضو الثابت متصلا مباشرة بالشبكة الكهربائية ثلاثية الأطوار أو بالحمل بينما يكون ملف العضو الدوار موصولا بمحول تردد. يتيح هذا التصميم إمكانية عمل العضو الدوار للمولد  بسرعة متغيرة مع المحافظة على مطال و تردد الجهد الكهربائي للطاقة الكهربائية المولدة، الأمر الذي يكسب هذا النوع من المولدات اهمية خاصة في العنفات الريحية حيث يسمح المولد أن تكون سرعة دوار العنفة مرتبطة بشكل مباشر مع سرعة الرياح المتغيرة مع المحافظة على ثبات تردد جهد الكهرباء المولدة.

## تطبيقاته
يوجد بالعنفة الريحية.